# Lidérces mesék éjszakája
A Lidérces mesék éjszakája (eredeti cím: Scary Stories to Tell in the Dark) 2019-ben bemutatott amerikai horrorfilm, melyet André Øvredal rendezett Alvin Schwartz azonos nevű gyerekkönyves sorozata alapján. A forgatókönyvet Dan Hageman és Kevin Hageman adaptálta, Guillermo del Toro producer, Patrick Melton és Marcus Dunstan története szerint. A főszereplők Zoe Colletti, Michael Garza, Gabriel Rush, Austin Zajur, Natalie Ganzhorn, Austin Abrams, Dean Norris, Gil Bellows és Lorraine Toussaint.
Az Amerikai Egyesült Államokban 2019. augusztus 9-én mutatták be, míg Magyarországon több mint három hónappal később szinkronizálva, november 28-án a Big Bang Media forgalmazásában.
A film forgatása 2018. augusztus 27-én kezdődött és 2018. november 1-én ért véget a Kanada i -Ontarioban (St. Thomas). A film általánosságban pozitív értékeléseket kapott a kritikusoktól és világszerte összesen 105,5 millió dollárt tudott gyűjteni, ami a kb. 28 millió dolláros költségvetésével szemben jó eredmény.

## Történet
|  | Alább a cselekmény részletei következnek! |

1968-ban, a Pennsylvaniai Mill Valley városában, Halloween éjszakáján három tinédzser jó barát – Stella, Auggie és Chuck megtréfálja Tommy Milner-t. Amikor Tommy és bandája megtorlásként üldözni kezdi őket az utcákon keresztül, a trió végül eléri a kültéri mozi területét, ahol egy Ramón nevű kamasz kocsijában rejtőznek el. Később elhívják magukkal Ramónt, hogy megmutassák neki a helyi "kísértet-járta házat", amely egykor a gazdag Bellows család birtokában állt, akik segítettek megtalálni Mill Valley-t. Odabent rábukkannak egy titkos szobára és Sarah Bellows által megírt horror történetkönyvére. Mivel Tommy végig követte a csoportot, bezárja őket az ijesztő szobába, Chuck húgával, Ruth-al együtt. Azonnal elmenekülnek, miután egy láthatatlan jelenlét felszabadítja őket, Stella viszont magával hozta Sarah könyvét. Stella felkínálja Ramónnak, hogy az éjszakát a házuk alagsorában töltse, amint felfedezik a Tommy által megrongált kocsiját.
Stella felfedez a hálószobájában egy új történetet "Harold" címmel, amelyet Sarah írt a könyvébe. Valóságban a megrészegedett Tommy a család Harold nevű madárijesztője felé tart, ami hirtelen életre kel. A teremtmény felnyársalja Tommy-t egy vasvillával; a fiú szénát kezd el hányni, majd erőszakos átalakuláson megy keresztül. Másnap tájékoztatást kapnak Tommy-ról, hogy eltűnt; Stella és Ramón utána néznek, és megtalálják Harold-ot Tommy ruhájába öltözve. Bár Stella meg van győződve arról, hogy Tommy-t madárijesztővé változtatták, ám a többiek szkeptikussá válnak.
Aznap este megjelenik egy újabb történet, a "A nagy lábujj", melynek főszereplője Auggie. A duó telefonon próbálja figyelmeztetni a narratívában szereplő szörnyről; egy zombi, aki az elveszett lábujját keresi, ami egy olyan pörköltben van, melyet Auggie akaratlanul megesz. Auggie-t végül megtámadja a zombi és eltűnik, miután behúzza az ágya alá.
Stella, Ramón és Chuck tudatában vannak, hogy ők következnek, ezért megpróbálják elpusztítani a könyvet; Amikor ez lehetetlennek bizonyul, úgy döntenek, hogy felkutatják Sarah Bellows életét a megoldás megtalálásának érdekében. Időközben egy új történet íródik: "A piros folt". Amikor Ruth felfedezi a duzzadt pókharapást az arcán, megnyomja azt és kidurran, melynek hatására több száz apró pókot szabadít fel. Stella, Ramón és Chuck megmenti Ruth-ot, ám a traumatizálása után elmegyógyintézetbe helyezik.
A csapat elmegy a helyi kórházba, ahol rájönnek, hogy Sarah testvére, Ephraim elektrosokk-terápiás kezelést végzett rajta. Mivel a család malomja megmérgezte a város vizét higannyal, a család kínozta és bezárta Sarah-t egy szobába, az igazság feltárása miatt. A kórházban Chuck-ot a visszatérő rémálmai fantomja, a Sápadt hölgy kezdi üldözni, aki végül egy folyosón a sarokba szorítja és elnyeli.
Turner rendőrtiszt letartóztatja Stella-t és Ramón-t, majd kideríti, hogy Ramón egy Vietnámi háborús svindler. Amíg a duót bezárja a börtönbe, Turner kutyája furcsán kezd viselkedni, ekkor a fiú rájön, hogy a következő teremtmény a Bicsaklott ember, a szörnyeteg egy tábortűz-történetből, aki ijesztgette őt gyerekként. A Bicsaklott ember, aki képes különálló testrészekből rekonstruálni magát, megöli Turner-t még mielőtt Ramónnal is végezne. Ramón és Stella kiszabadulnak celláikból, majd elcsalogatják a lényt, miközben Stella végül a Bellow házba megy, hogy megpróbáljon kapcsolatba lépni Sarah-val.
Stellát visszaviszik az időben, Sarah tapasztalatainak egy részét átélve, ahogy a Bellow család terrorizálja őt. Stellát egy sötét szobába vonszolják, ahol találkozik Sarah szellemével. Ezt követően megérkezik a házba Ramón, míg a Bicsaklott ember rá vadászik. Stella megígéri Sarah-nak, hogy elmondja az életének valódi történetét, ha abba hagyja a folytonos gyilkolást. Sarah arra kényszeríti Stellát, hogy a vérével írja az igazságot a könyvbe, ekkor ő és a Bicsaklott ember eltűnik végleg.
Ramón elfogadja pályázatát és érzelmi búcsút vesz Stellától, mielőtt bevonulna a háborúba. Stella autóba ül apjával és a meggyógyult Ruth-al, és a film véget ér, megjegyezve, hogy valamilyen módot találhatnak arra, hogy megmentésék Chuck-ot és Auggie-t.
|  | Itt a vége a cselekmény részletezésének! |

## Szereposztás
(Zárójelben a magyar hangok feltüntetve)

### A gyerekek
- Zoe Colletti, mint Stella Nicholls (Mentes Júlia)
- Michael Garza, mint Ramón Morales (Dékány Barnabás)
- Gabriel Rush, mint August "Auggie" Hilderbrandt (Kenéz Ágoston)
- Austin Zajur, mint Charlie "Chuck" Steinberg (Ágoston Péter)
- Natalie Ganzhorn, mint Ruth "Ruthie" Steinberg (Sodró Eliza)

### A Mill Valley városlakók
- Austin Abrams, mint Tommy Milner (Hörik Kristóf)
- Dean Norris, mint Roy Nicholls (Jakab Csaba)
- Gil Bellows, mint Turner rendőrtiszt (Törköly Levente)
- Lorraine Toussaint, mint Louise "Lou Lou" Baptiste (Réti Szilvia)
  - Ajanae Stephenson, mint Louise Baptiste fiatalon
- Marie Ward, mint Mrs. Hilderbrandt
- Deborah Pollitt, mint Mrs. Steinberg
- Matt Smith, mint Mr. Steinberg
- Karen Glave, mint Claire Baptiste
- Kyle Labine, mint Hobbs helyettes
- Victoria Fodor, mint Mrs. Milner

### A teremtmények
- Javier Botet, mint Nagy lábujj holtteste (nem szólal meg)
- Troy James, mint Bicsaklott ember (nem szólal meg)
  - Andrew Jackson, mint Bicsaklott ember hangja (Hannus Zoltán)
- Mark Steger, mint Harold, a madárijesztő és a Sápadt hölgy (nem szólal meg)

### A Bellows család
- Kathleen Pollard, mint Sarah Bellows
- Will Carr, mint Dr. Ephraim Bellows
  - Elias Edraki, mint Dr. Ephraim Bellows hangja
- Jane Moffat, mint Delanie Bellows
- Amanda Smith, mint Gertrude Bellows
- Brandon Knox, mint Harold Bellows
- Hume Baugh, mint Deodat Bellows

## Lehetséges folytatás
A film folytatása fejlesztés alatt áll.